# Partido Social-Democrata (Andorra)
O Partido Social-Democrata (em catalão: Partit Socialdemòcrata) é um partido social-democrata de Andorra.

## História
O partido foi estabelecido nas vésperas das eleições parlamentares de março de 2001, quando o Grupo Nacional Democrata se dividiu em dois, com a formação do Partido Democrata. O novo partido recebeu 28,7% dos votos e conquistou seis cadeiras.
No período que antecedeu as eleições parlamentares de abril de 2005, o partido formou uma aliança chamada L'Alternativa com o Grupo da União Paroquial de Independentes (GUPI) e a Renovação Democrática para disputar cadeiras no nível paroquial. O partido conquistou seis cadeiras no nível nacional, enquanto a aliança conquistou seis cadeiras no nível da paróquia. Com um total de doze cadeiras, o partido permaneceu em oposição.
As eleições parlamentares de abril de 2009 viram o partido renovar sua aliança com o GUPI e alguns independentes. A aliança conquistou 14 dos 28 assentos e o líder do PS Jaume Bartumeu se tornou primeiro-ministro, com o partido Andorra para a Mudança apoiando o governo. Em 2010, a APC retirou seu apoio ao governo liderado pelo PS e, em 2011, o Conselho Geral rejeitou o orçamento do governo, forçando eleições antecipadas. As eleições parlamentares de abril de 2011 viram o PS receber 34,8% dos votos, reduzindo sua representação para seis cadeiras. 
Nas eleições parlamentares de março de 2015, o partido concorreu em aliança com os Verdes de Andorra, a Iniciativa de Cidadania e os candidatos independentes. O número de votos da aliança caiu para 24%, ganhando apenas três cadeiras.

## Resultados Eleitorais

### Eleições legislativas
| Data | Cl. | Votos | %         | Deputados | +/- | Status   |
| ---- | --- | ----- | --------- | --------- | --- | -------- |
| 2001 | 2.º | 3 083 | 28,7 (#2) | 6 / 28    |     | Oposição |
| 2005 | 2.º | 4 711 | 36,9 (#2) | 12 / 28   | 6   | Oposição |
| 2009 | 1.º | 6 610 | 45,0 (#1) | 14 / 28   | 2   | Governo  |
| 2011 | 2.º | 5 397 | 34,8 (#2) | 6 / 28    | 8   | Oposição |
| 2015 | 3.º | 3 462 | 23,5 (#3) | 3 / 28    | 3   | Oposição |
| 2019 | 2.º | 5,445 | 30.6      | 7 / 28    | 4   | Oposição |

### Local elections
| Data | Cl. | Votos | %    | Deputados | +/- |
| ---- | --- | ----- | ---- | --------- | --- |
| 2003 | 2.º | 3,695 | 33.8 | 21 / 82   | 21  |
| 2007 | 2.º | 5,003 | 38.3 | 29 / 86   | 8   |
| 2011 | 2.º | 3,182 | 25.2 | 8 / 86    | 21  |
| 2015 | 3.º | 2,022 | 15.1 | 5 / 80    | 3   |

## Fonte
- Almanaque Abril 2007